# Bells (Texas)
Pour les articles homonymes, voir Bells.
Bells est une municipalité américaine du comté de Grayson au Texas. Au recensement de 2010, Bells comptait 1 392 habitants.